# Lewis and Harris
Lewis and Harris (gael. Leòdhas agus na Hearadh, scots Lewis an Harris) – wyspa w północno-zachodniej Szkocji, największa i najbardziej na północ wysunięta wyspa archipelagu Hebrydów Zewnętrznych. Liczy 2151 km², co czyni ją trzecią pod względem powierzchni wśród Wysp Brytyjskich (po Wielkiej Brytanii i Irlandii). Od wybrzeża Wielkiej Brytanii, od którego oddalona jest o około 40 km, oddziela ją cieśnina The Minch.
Wyspa obejmuje dwie części, o odmiennym krajobrazie i historii, które choć fizycznie ze sobą połączone, w literaturze często traktowane są z tego względu jako osobne wyspy. Północna część wyspy – Lewis – jest nizinna, z licznymi jeziorami, w przeszłości przynależała do hrabstwa Ross and Cromarty. Południowa, mniejsza – Harris – jest górzysta (najwyższy szczyt – An Cliseam, 799 m n.p.m.) i należała do hrabstwa Inverness-shire.
Znaczną część wyspy pokrywają wrzosowiska. Cechuje ją urozmaicona linia brzegowa, o długości 1193 km.
Tradycyjne zajęcia lokalnej ludności to hodowla owiec i bydła, rybołówstwo, produkcja tweedu. Współcześnie istotną rolę odgrywa turystyka.
W 2011 roku wyspę zamieszkiwało 21 031 mieszkańców (w 2001 roku – 19 918). Stornoway, położone na wschodnim wybrzeżu Lewis, jest największym miastem i ośrodkiem administracyjnym Hebrydów Zewnętrznych, skupiającym blisko połowę mieszkańców wyspy. Znaczna część ludności posługuje się językiem gaelickim.